# 紙屋町停留場

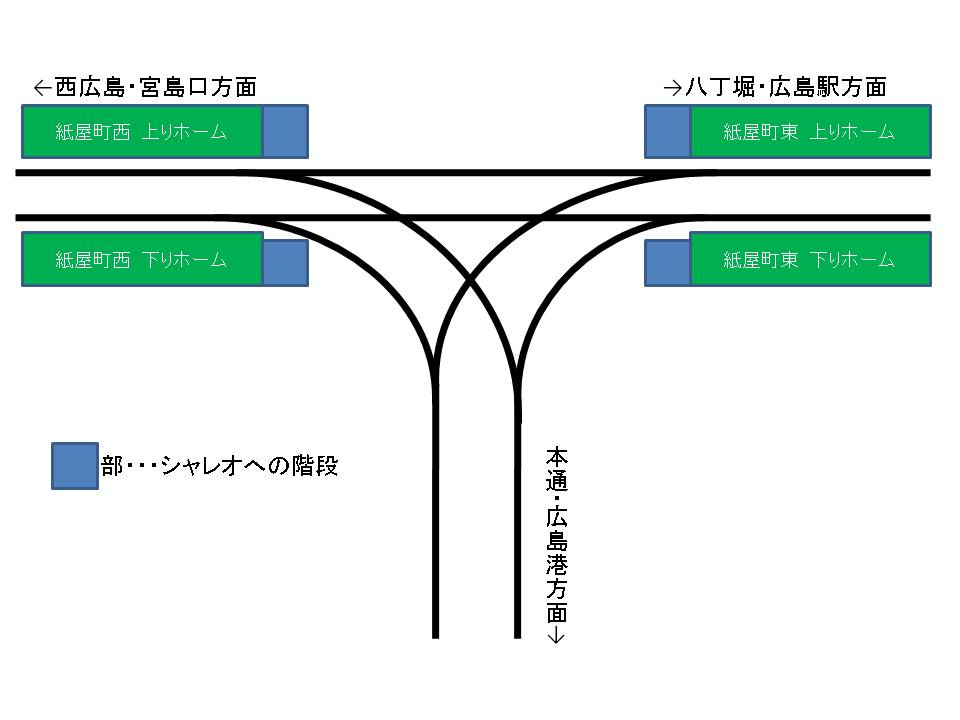
紙屋町東・紙屋町西停留場付近の路線形状

紙屋町停留場（かみやちょうていりゅうじょう、紙屋町電停）は、広島県広島市中区基町にある広島電鉄の停留場である。本線および当停留場を起点とする宇品線が接続する。
正式には紙屋町停留場という一つの停留場である（『鉄道要覧』でも一つの停留場として表記）が、東西に2か所の乗り場があり、案内上は東側の乗り場が「紙屋町東（電停）」（かみやちょうひがし）、西側の乗り場が「紙屋町西（電停）」（かみやちょうにし）と別の停留場として呼称されている。駅番号も別に割り振られており、紙屋町東がM07、紙屋町西がM08。

## 概要
紙屋町停留場は広島駅前から広島市の中心街を経由し広電西広島（己斐）駅までを結ぶ本線と、広島市の中心街から南へ伸び広島港までを結ぶ宇品線の2路線が接続する停留場で、このうち宇品線は当停留場を起点とする。停留場は広島市の幹線道路である相生通りと鯉城通りが交差する紙屋町交差点に置かれ、繁華街のただなかに位置する。
開業は1912年（大正元年）11月23日。元々は旅客案内上でも両方の乗り場を合わせて「紙屋町」と称していたが、2001年（平成13年）11月1日より東西の乗り場を「紙屋町東」と「紙屋町西」に呼び分ける措置がとられた。
かつては東西どちらの乗り場にも共通してM9の駅番号が振られていたが、2025年（令和7年）8月3日以降は紙屋町東にM07、紙屋町西にM08と、乗り場ごとに別々の番号が与えられている。
広島電鉄が定める乗換え指定電停の一つであり、当停留場で行先の異なる電車どうしを乗り継ぐことができる。乗り換えの際は紙屋町東・紙屋町西の両停留場に加えて、南隣にある宇品線の本通停留場も同一の停留場として扱われ、これらを相互に移動することができる。

## 歴史
紙屋町停留場に乗り入れている本線と宇品線の2路線は1912年（大正元年）11月23日に同時に開通し、当停留場もこの日に開設された。本線についてはこの時すでに当停留場から先、櫓下までの区間も路線は竣工していたが、トラブルもあってこの区間が実際に営業を開始したのは2週間後の12月8日のことである。開業当初は本線と宇品線の線路が形作るデルタ線の内側、交差点の中央に乗り場が設けられ、鉄道信号機やポイントを操作するための詰所も備え付けられていた。
1945年（昭和20年）8月6日の原爆投下により広島電鉄の市内線は全線不通となったが、本線は己斐方面から順次復旧し、同年9月には紙屋町でも運行を再開した。宇品線もこれに次いで運行を再開し、翌年には紙屋町交差点のポイントが接続され両線での直通運転が再開されている。停留場名は開業以来「紙屋町」として案内されてきたが、2001年（平成13年）11月1日に広島電鉄の他の停留場名の変更に合わせて「紙屋町東」・「紙屋町西」と東西で呼び名が分けられた。

### 年表
- 1912年（大正元年）
  - 11月23日：本線の広島駅前 - 櫓下間と宇品線の紙屋町 - 御幸橋間が竣工。広島駅前 - 紙屋町 - 御幸橋の区間で開通したのに合わせて開業[5]。
  - 12月8日：路線が竣工したのみで営業を開始していなかった本線の紙屋町 - 櫓下間が営業を開始。己斐停留場まで路線が開通[2]。
- 1945年（昭和20年）
  - 8月6日：原爆投下により休止[5][9]。
  - 9月7日：当停留場を含む本線の左官町 - 八丁堀間が復旧[5][10]。
  - 9月12日：宇品線の紙屋町 - 電鉄前間が復旧[5]。
- 1946年（昭和21年）1月7日：本線と宇品線の直通運転を再開[5]。
- 時期不詳：交差点の中央にあった電車のりばが交差点東西に移設される。
- 1996年（平成8年）10月：駅番号「M9」を付与[11]。
- 2001年（平成13年）11月1日：東側ホームに「紙屋町東」、西側ホームに「紙屋町西」の呼称を与える[12][13]。
- 2003年（平成15年）4月20日：乗換え指定電停となる[14]。
- 2025年（令和7年）8月3日：駅前大橋ルートへの経路変更に伴い駅ナンバリングを東西で番号を分割。紙屋町東が「M07」、紙屋町西が「M08」となる[15]。

## 停留場構造
広島電鉄の市内線はほぼすべての区間で道路上に軌道が敷かれた併用軌道であり、当停留場も紙屋町交差点の上に軌道が敷かれている。交差点から東西方向に本線が、南方向に宇品線が通じ、2つの路線はこの3方向を相互に結びデルタ線を形成する。ホームは低床式で交差点の東西にそれぞれ2面ずつ設けられ、東西方向に伸びる本線の2本の線路を挟み込むように向かい合わせに配置されている（相対式ホーム）。東にある2面が紙屋町東停留場、西にある2面が紙屋町西停留場のホームで、どちらも線路の南側が下りホーム、北側が上りホームである。
紙屋町交差点での信号待ちに対応できるように路面電車の停留場としてはホームが非常に長く、宮島線に直通する3両連接車が2編成同時に乗降客扱いを行うことが可能。そのほぼ全長にわたって上屋が備え付けられている。上屋は1988年（昭和63年）4月に取り付けられた。東西の乗り場は紙屋町シャレオを介して地下で連絡していて、地下へ下りる階段はそれぞれの乗り場の交差点寄りに設けられている。かつては紙屋町交差点に設けられていた横断歩道で連絡していたが、横断歩道は紙屋町シャレオの開業に伴い2001年（平成13年）4月に廃止された。通常は無人駅であるが、紙屋町西に関しては平日朝ラッシュ時には停留場に出札係員が待機しており、電車到着時に移動式カードリーダーを用いた運賃収受・集札業務を行う。
停留場のポイントは自動進路制御装置（ARC）によって制御されている（一般的に、路面電車は架線にあるポイントの切替装置にパンタグラフを当ててポイントを切り替えているが、当停留場は行き先の異なる電車が数多く通行し、従来の方法だと運行障害が発生する可能性があるため）。ARCは1998年（平成10年）に導入され、それまでは紙屋町交差点北東角にあった信号所（「鳥の巣」という通称があった）によりポイント操作が行われていた。信号所は無人化後もARC機器が設置されて存置していたが、紙屋町シャレオ建設の際に紙屋町交差点北西角に移設され、現在は信号所とともに移動式カードリーダーの収納施設として使われている。

### 運行系統
広島電鉄が運行する9つの系統のうち、当停留場には7つの系統が乗り入れる。これらの系統は当停留場を経由して本線と宇品線を結ぶものと本線のみを使用するものに大別でき、前者は紙屋町東・西のいずれか一方に、後者は両方に停車する。

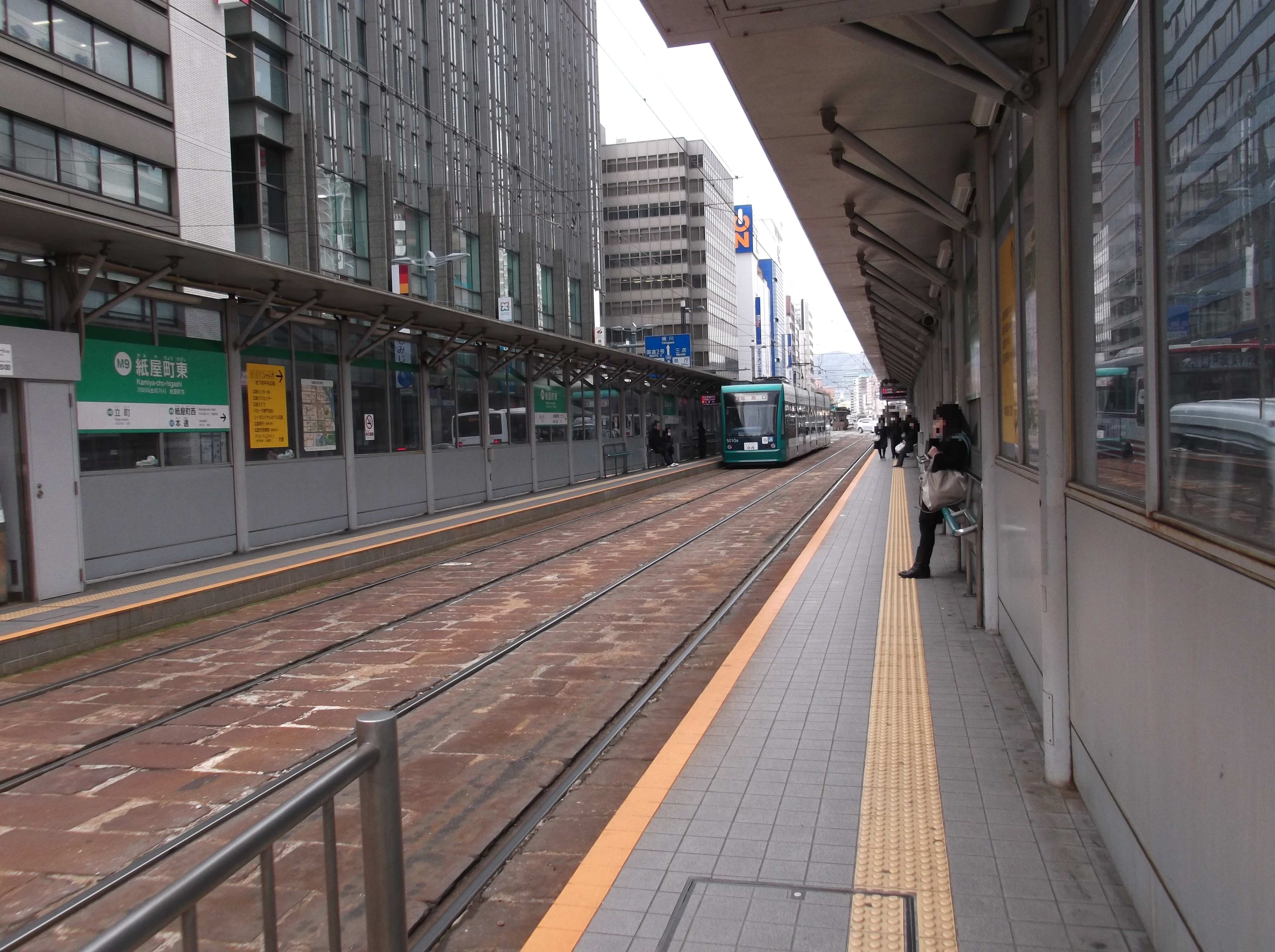
紙屋町東停留場の宇品・宮島口方面乗り場

紙屋町東
| 下りホーム                | 1号線                 | （広電本社前経由）広島港（宇品）ゆき |               |
| 下りホーム                | 2号線                 | 広電宮島口ゆき                       |               |
| 下りホーム                | 2号線                 | 広電西広島（己斐）ゆき               | 臨時便        |
| 下りホーム                | 6号線 · 9号線         | 江波ゆき                             |               |
| 下りホーム                | 0号線                 | 広電本社前ゆき                       | 1日3本のみ    |
| 下りホーム                | 0号線                 | 日赤病院前ゆき                       | 平日朝2本のみ |
| 上りホーム （八丁堀方面） | 1号線 · 2号線 · 6号線 | 広島駅ゆき                           |               |
| 上りホーム （八丁堀方面） | 9号線                 | 白島ゆき                             | 1日2本のみ    |

紙屋町西停留場
| 下りホーム （十日市町方面） | 2号線         | （土橋・広電西広島経由）広電宮島口ゆき     |                           |
| 下りホーム （十日市町方面） | 2号線 · 3号線 | （土橋経由）広電西広島（己斐）ゆき         |                           |
| 下りホーム （十日市町方面） | 6号線 · 9号線 | （土橋経由）江波ゆき                       |                           |
| 下りホーム （十日市町方面） | 7号線         | 横川駅ゆき                                 |                           |
| 上りホーム                  | 2号線 · 6号線 | 広島駅ゆき                                 |                           |
| 上りホーム                  | 7号線         | （本通・広電本社前経由）広島港（宇品）ゆき |                           |
| 上りホーム                  | 3号線         | （本通経由）広電本社前 / 日赤病院前ゆき    |                           |
| 上りホーム                  | 7号線 · 0号線 | 広電本社前ゆき                             |                           |
| 上りホーム                  | 9号線         | 白島ゆき                                   | 1日2本のみ                |
| 上りホーム                  | 0号線         | 日赤病院前ゆき                             | 平日1日2本、土休日1本のみ |

### 乗換え指定電停
紙屋町交差点の南にある本通停留場は紙屋町停留場とともに乗換え指定電停（紙屋町）に定められており、行先の異なる電車同士を乗り継ぐことができる。

## 利用状況
各年度の「移動等円滑化取組報告書（軌道停留場）」によると、近年の1日平均乗降人員は以下の通りである。
| 年度                | 1日平均乗降人員 | 1日平均乗降人員 |
| 年度                | 紙屋町東        | 紙屋町西        |
| ------------------- | --------------- | --------------- |
| 2019年（令和 元年） | 7,472           | 16,107          |
| 2020年（令和02年）  | 4,974           | 11,209          |
| 2021年（令和03年）  | 5,392           | 11,892          |
| 2022年（令和04年）  | 6,199           | 13,157          |
| 2023年（令和05年）  | 6,506           | 13,681          |
| 2024年（令和05年）  | 6,454           | 13,306          |

## 停留場周辺
当停留場の位置する紙屋町交差点は相生通りと鯉城通りという大路同士の交差点だが、当停留場開業以前、相生通りは広島城の外堀、また鯉城通りは外堀から広島湾に通じる西堂川（運河）であり、それぞれ路面電車の建設に伴い埋め立てられた。
紙屋町停留場が設けられたことで、紙屋町交差点周辺は市内交通の重要拠点となった。またこれ以降、交差点の近辺には多くの金融機関が集まりビジネス街が形成され、従来の金融の中心であった大手町通りに取って代わることとなった。しかし、この時点で紙屋町交差点の北側一帯は陸軍用地（西練兵場など）により占められていたため、完全な交差点ではなく三叉路となっていた。東西南北に通じる完全な交差点となったのは、第二次世界大戦後の民間への軍用地開放により、1949年（昭和24年）、交差点から広島城内堀へと向かう北方面への道路（「マッカーサー道路」と呼ばれた）が開通してのちのことである。
国道の重要結節点としての機能もあり、南北の鯉城通りは国道54号（国道191号重複）の一部を形成し、東西の相生通りは西方向が国道183号（国道261号重複）で、東方向は広島県道164号広島海田線（旧国道2号）となっている。国道54号は本交差点で新道・祇園新道（国道54号・191号）方面と旧道・可部街道（国道183号・261号）方面に分岐しており、西方向0.2キロメートル先の広島市民球場南交差点までが国道54号別線との重複区間となっている。
国土交通省により交差点地下に地下街・駐車場の紙屋町シャレオが整備され、停留場と直結している。

### 北側
- アストラムライン 県庁前駅
- 広島県庁舎
- 広島市立広島市民病院
- 広島センタービル・基町クレド
  - 広島バスセンター
  - そごう広島店
  - アクア広島センター街
  - パセーラ
  - リーガロイヤルホテル広島
- 広島中郵便局
  - メルパルク広島
- 広島市中央公園
  - 広島県立総合体育館（広島グリーンアリーナ）
  - 広島市立中央図書館
  - ひろしま美術館
  - エディオンピースウイング広島（広島サッカースタジアム）

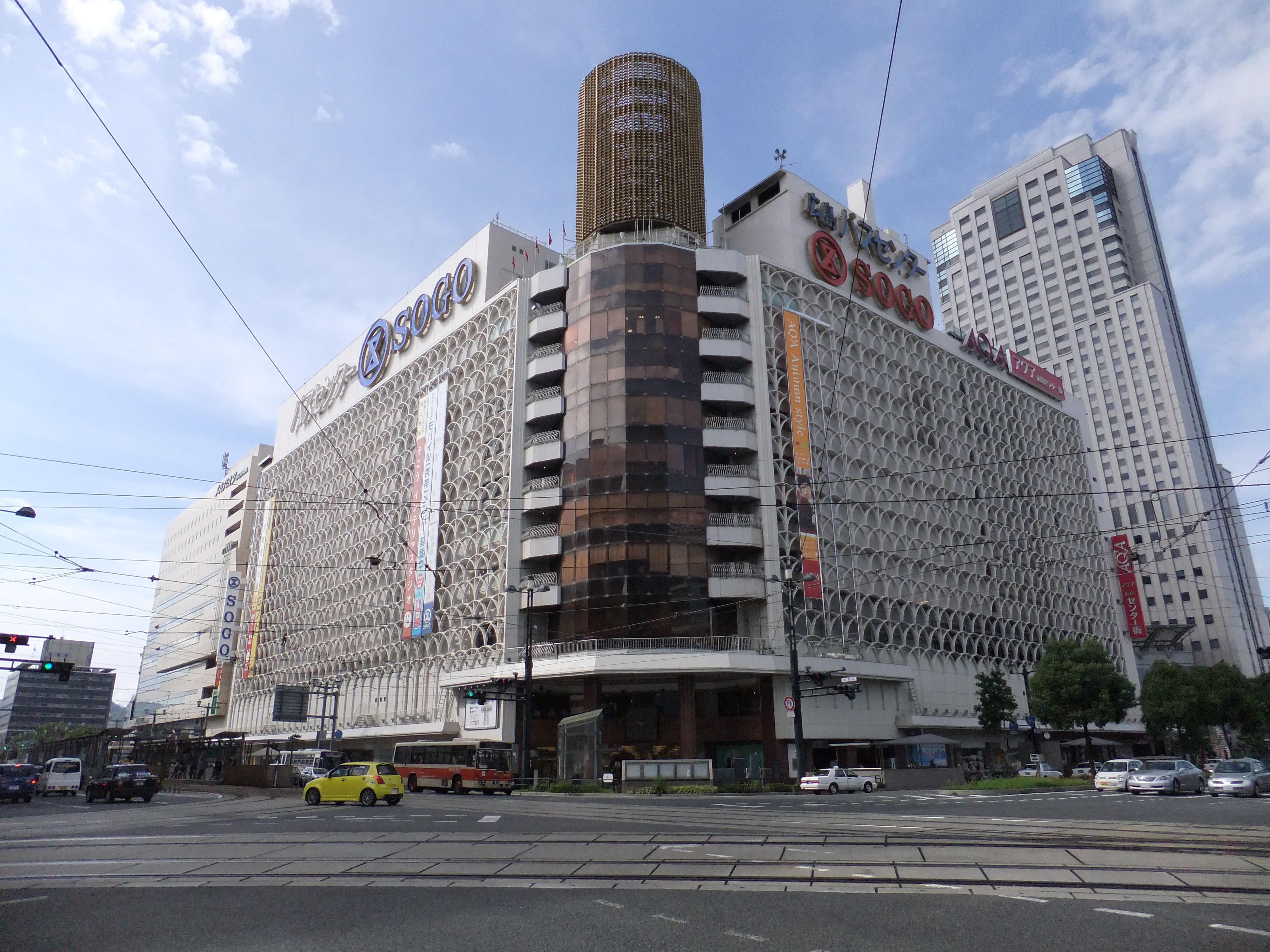
そごう広島店・広島バスセンター
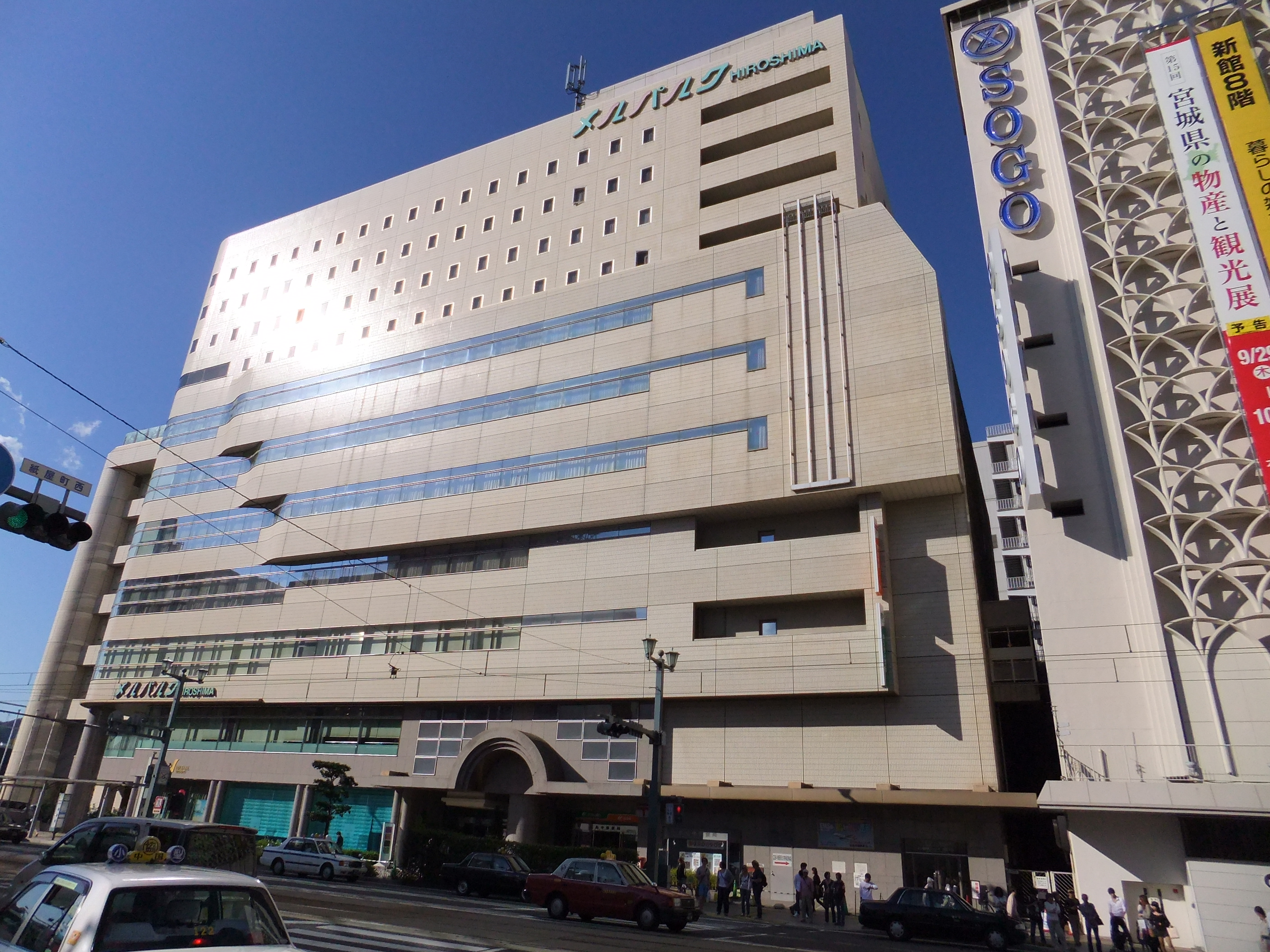
メルパルク広島・広島中郵便局
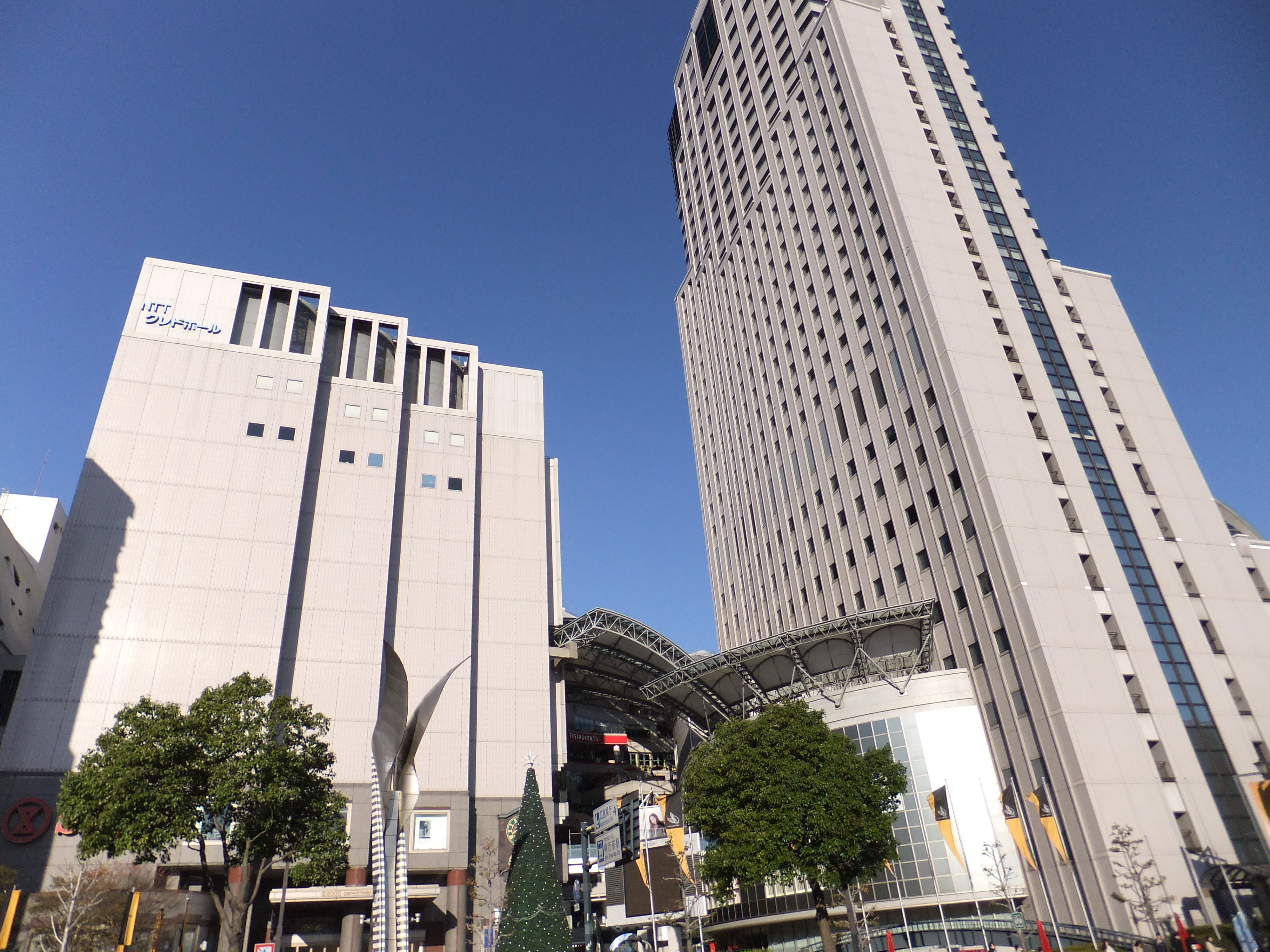
基町クレド・パセーラ・リーガロイヤルホテル広島

### 南側
- 広島本通商店街
- 広島市中の棚商店街
- 袋町裏通り
- 広島トランヴェールビルディング（旧広電ビル）
- 広島銀行本店
- もみじ銀行広島支店
- 三井住友銀行広島支店
- エディオン広島本店 本館・新館
- サンモール
- 広島県民文化センター（鯉城会館）
- アニメイトビル

## 隣の停留場
広島電鉄
本線
快速（紙屋町東ホームのみ停車、宇品線は当停留場から各駅に停車）
八丁堀停留場 (M05) → 紙屋町停留場 (M07) →（宇品線）
各駅停車
立町停留場 (M06) - 紙屋町停留場 (M07/M08) - 原爆ドーム前停留場 (M09)
宇品線
紙屋町停留場 (M07/M08) - 本通停留場 (U01)